# Église Saint-François-Xavier de Cáceres
Pour les articles homonymes, voir Église Saint-François-Xavier.
L'église Saint-François-Xavier (espagnol : iglesia de San Francisco Javier), connue aussi comme église du Précieux-Sang (espagnol : iglesia de la Preciosa Sangre), est située dans le centre historique de la ville espagnole de Cáceres. Église jésuite de style baroque bâtie au XVIIIe siècle, elle a été entreprise en 1698 et achevée en 1755.

## Description
Pedro Sánchez Lobato a été l'architecte chargé de diriger les travaux . L'église a été bâtie avec un plan de croix latine, avec chapelles latérales et un dôme avec lanterne. Le fort dénivelé que présente la place sert à rendre l'ensemble beaucoup plus monumental, en soulignant les deux tours de la façade et avec un escalier extérieur la rehaussant.
Dans l'intérieur se distingue le retable majeur, décoré par une toile du XVIIIe siècle avec des icônes de saint François Xavier.
Depuis 1899 elle est affectée aux pères missionnaires du Précieux Sang, c'est pourquoi l'église est aussi connue comme « église du Précieux Sang ». Dans la crypte se trouve le Centre d'Interprétation de la Semaine Sainte.